# Арт Тейтъм
Артър (Арт) Тейтъм младши (Arthur „Art“ Tatum, Jr.) е американски джаз пианист.
Считан е за виртуозен изпълнител и за един от най-великите джаз пианисти за всички времена, както и за вдъхновение на следващите поколения джаз пианисти. Приветстван е заради техническата грамотност на изпълненията си, които поставят нови стандарти във виртуозната работа с джаз пианото. Критикът Скот Яноу пише: „Бързите рефлекси на Тейтъм и безграничното му въображение правят импровизациите му пълни със свежи (и понякога футуристични) идеи, които го поставят далеч пред съвременниците му.“